# Neoimpressionisme

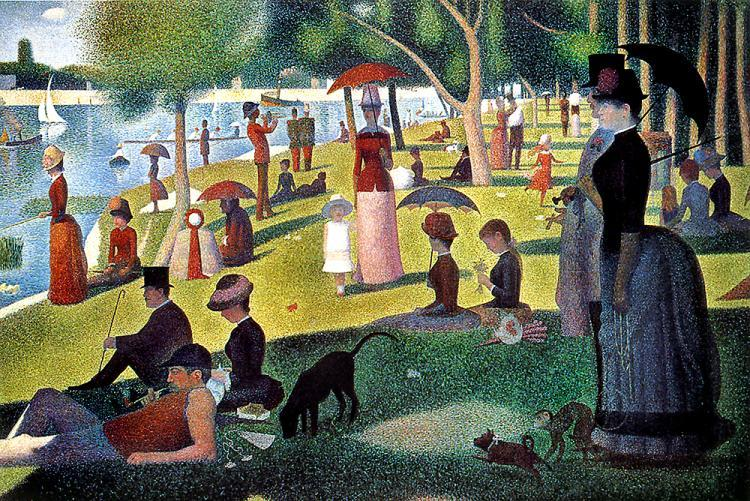
Un quadre puntillista de Georges Seurat

El neoimpressionisme o divisionisme és un corrent pictòric aparegut a França cap al 1884, després de l'èxit de l'impressionisme, i que pretenia anar més enllà que aquest. Per la tècnica utilitzada, també s'ha anomenat puntillisme o divisionisme, termes rebutjats per ells mateixos.
Consisteix en la descomposició de la visió pictòrica en petites pinzellades de colors purs que es barrejaven en la retina de l'espectador i li donaven la il·lusió de realitat.
El pintor puntillista més destacat va ser Georges Seurat, mentre Paul Signac va ser el teòric del grup, amb el seu llibre D'Eugène Delacroix au Néo-impressionisme (1899). Altres puntillistes destacats varen ser Henri-Edmond Cross i Maximilien Luce. L'impressionista Camille Pissarro també practicà un temps aquest estil.
A Bèlgica, aquest corrent va tenir també una presència important entre els grups pictòrics avançats, amb pintors com Theo van Rysselberghe o certa etapa de l'asturià Darío de Regoyos.
A Itàlia, també florí en l'obra de Giovanni Segantini i Giuseppe Pellizza da Volpedo. A Catalunya, fou Marià Pidelaserra qui més s'acostà, encara que al marge de l'ortodòxia, a l'escola original. Josep Nogué Massó també en fou un dels grans exponents al nostre país, tot i iniciar-se en aquest corrent a França l'any 1910 amb L'esfinge de Roscoff. El mateix Pablo Picasso va fer esporàdicament proves puntillistes.